# Laia Sans
Laia Sans ist eine ehemalige spanische Squashspielerin. 

## Karriere
Laia Sans spielte im Jahr 2000 vereinzelt auf der WSA World Tour. Mit der spanischen Nationalmannschaft nahm sie mehrfach an Europameisterschaften teil, während sie bei Weltmeisterschaften in den Jahren 1998, 2000 und 2002 Teil des spanischen Kaders war. 1999 und 2000 wurde sie spanische Meisterin.

## Erfolge
- Spanischer Meister: 1999, 2000